# Христофор (митрополит Чешских земель и Словакии)
Митрополи́т Христофо́р (чеш. Metropolita Kryštof; в миру Радим Пулец, чеш. Radim Pulec; род. 29 июня 1953, Прага) — епископ Православной церкви Чешских земель и Словакии на покое, почётный Архиепископ Пражский, Митрополит Чешских земель и Словакии.

## Биография
Родился 29 июня 1953 в Праге. По национальности — чех.
По его воспоминаниям, «пошел я в семинарию лишь потому, что ни одна высшая школа меня бы тогда не приняла. В то время, чтобы поступить куда-то в институт, надо было в анкете заполнить графу о своём согласии со вступлением войск Варшавского договора на территорию моей страны. Я с насилием не был согласен. Никогда. Узнав, что в семинарии при Православном богословском факультете Карлова университета в анкете такого вопроса нет, а есть, как мне сказали, более сложные, по Священному Писанию, я и поступил туда. Так волею Божией начался мой священнический путь».
11 ноября 1974 года рукоположён в сан диакона, 25 декабря — в сан священника.
В 1979 году окончил православный богословский факультет в Прешове. В 1984 году окончил Московскую Духовную академию.
7 сентября 1985 года принял монашеский постриг в Троице-Сергиевой лавре с именем Христофор в честь преподобного Христофора Римлянина.
В 1987 году окончил Богословский факультет Афинского университета, став первым гражданином Чехословакии, получившим диплом доктора философии.
В 1986 году митрополитом Дорофеем (Филипом) был возведён в сан игумена, в 1987 году тем же архиереем был возведён в сан архимандрита.

### Работник Службы Государственной безопасности Чехословакии
В списках Архива Службы безопасности Чехии Радим Пулец есть записанный, как агент StB (чеш. Agent), номер 7674 под прикрытием как Далимил (чеш. Dalimil). Далее Пулец работал, как активный собиратель информации (чеш. Důvěrník), кличка Радим (чеш. Radim) и как секретный сотрудник (чеш. Tajný spolupracovník) - кличка Далимил.

### Архиерейство
17 апреля 1988 года хиротонисан в сан епископа Оломоуцко-Брненского. Чин хиротонии совершили архиепископ Пражский, митрополит Чешских земель и Словакии Дорофей (Филип), архиепископ Прешовский и Словацкий Николай (Коцвар) и епископ Михайловский Иоанн (Голонич).
11 марта 2000 года был избран архиепископом Пражским 25 марта того же года в кафедральном соборе святых Кирилла и Мефодия в Праге он был возведён в сан архиепископа.
2 мая 2006 года избран предстоятелем Православной Церкви Чешских земель и Словакии. Кандидатами на избрание были архиепископ Христофор и архиепископ Прешовский Иоанн (на его стороне было относительное большинство голосов). При проведении двух туров голосования ни один из двух кандидатов не получил необходимого для избрания большинства в две трети голосов членов собора. Поэтому, в соответствии с уставом Церкви, избрание было произведено посредством жребия. Интронизация состоялась 28 мая в пражском кафедральном соборе во имя святых равноапостольных Кирилла и Мефодия.
3 июля 2011 года принял участие в торжествах случаю 40-летия Первосвятительской интронизации Патриарха Болгарского Максима, прошедших в Патриаршем кафедральном соборе во имя святого благоверного князя Александра Невского в Софии.
Около десяти лет преподавал на Православном богословском факультете Прешовского Университета древнееврейский язык и историю Поместных церквей.
8 декабря 2011 года Православная Церковь Чешских земель и Словакии отмечала 60 лет своей автокефалии, предоставленной ему в 1951 году Московским Патриархатом. В этот праздничный день Митрополит Христофор служил Божественную литургию в храме святого Николая на Староместской площади и ему сослужил митрополит Волоколамский Иларион (Алфеев), а также другие священнослужители Русской церкви. В этом богослужении участвовал Московский Синодальный хор, который исполнил песнопения Божественной литургии, написанные П. И. Чайковским и впервые прозвучавшие в этом храме ещё в 1888 году. Митрополит Иларион также огласил поздравительное послание Патриарха Московского и всея Руси Кирилла в честь 60-летия дарования автокефалии и преподнёс Митрополиту Христофору Казанскую икону Божией Матери. В торжествах участвовали представители других Православных Церквей и других конфессий Чешской республики.
6 февраля 2012 года Константинопольский Патриарх Варфоломей неожиданно направил Митрополиту Христофору открытое письмо (№ 102), выражающее не только крайнее возмущение состоявшимся три месяца назад торжествам, но и прямую угрозу отменить автокефалию Православной Церкви Чешских Земель и Словакии, сославшись на тот факт, что сам Константинопольский Патриархат признал автокефалию Чехословацкой церкви только 27 августа 1998 года в специальном Патриаршем Томосе, а следовательно, с точки зрения самого Патриарха Варфоломея, Чехия и Словакия получили свою автокефалию именно от Константинопольского Патриархата.

### Уход на покой
2 апреля 2013 года телеканал «Nova» выпустил сюжет, в котором обвинил 59-летнего митрополита Христофора в том, что окружил себя множеством молодых любовниц и те якобы родили ему детей.
12 апреля 2013 года на заседании Священного синода Православной церкви в Чешских землях и Словакии подал прошение об увольнении от занимаемой должности. Прошение было удовлетворено. Митрополиту Христофору усвоен титул Почётного архиепископа Пражского и митрополита Чешских земель и Словакии с определением места пребывания в монастыре Преображения Господня в Тешове. Как сообщил митрополит Христофор в интервью телеканалу «Союз», если бы он не ушёл, в Церкви возник бы раскол.
Вместе с тем часть прихожан Православной церкви Чешских земель и Словакии отвергли эти обвинения, назвав их клеветой, а причиной их появления — борьбу за деньги, доставшиеся Православной церкви по реституции. Так, отмечается, что Православная церковь получает финансовую компенсацию от государства на общую сумму 1,140 млн чешских крон и при принятии решения об использовании этих денег владыка Христофор, который намерен их главным образом вложить в гуманитарные и благотворительные цели, может стать серьёзным препятствием.
Раньше в Интернете появилась информация, что исполняющий обязанности представителя официальной Православной церкви Чешских земель архиепископ Оломоуцко-Брненский Симеон (Яковлевич) заявил представителям СМИ, что Ксения Рапцунова, которая обвиняла архиепископа Христофора, призналась в обмане и лжесвидетельстве.
В мае 2013 года в Чехии начался сбор подписей за возвращение Митрополита Христофора, чтобы он вновь возглавил Православную церковь Чешских земель и Словакии.

## Награды
- 2007 — Орден преподобного Сергия Радонежского I степени с лентой (РПЦ)[13].
- 2009 — Командор ордена «За заслуги перед культурой»[рум.] в категории G «Культы» (Румыния)[14]
- 2011 — Синодальный Знаменский орден I степени (РПЦЗ) — во внимание к трудам по укреплению единства внутри Православной Церкви[15]
- 2011 — Орден «Алғыс» («Благодарение») (Православная церковь Казахстана) — за развитие братских отношений между Чешской Православной Церковью и Митрополичьим округом[16].
- 2012 — Орден Святой равноапостольной Марии Магдалины (Польская Православная Церковь)[17].

## Цитата
Для нас Россия - это Святая Русь; и это не история, это есть сегодня и будет завтра. Именно такой образ России нам дорог.Митрополит Христофор